# Édouard Molé
Édouard Molé, né en  1609  mort le  6 avril 1652, est un ecclésiastique français  du XVIIe siècle qui fut évêque de Bayeux de 1648 à 1652. 

## Biographie
Édouard est fils de   Matthieu Molé, premier président du parlement de Paris et de Renée Nicolaï. Il est abbé  commendataire de Saint-Paul-de-Verdun et de  Saint-Croix de Bordeaux et trésorier de la Sainte-Chapelle de Paris Il est nommé évêque de Bayeux en 1648, mais meurt dès  1652. 